# St. Sebastian (Ösch)

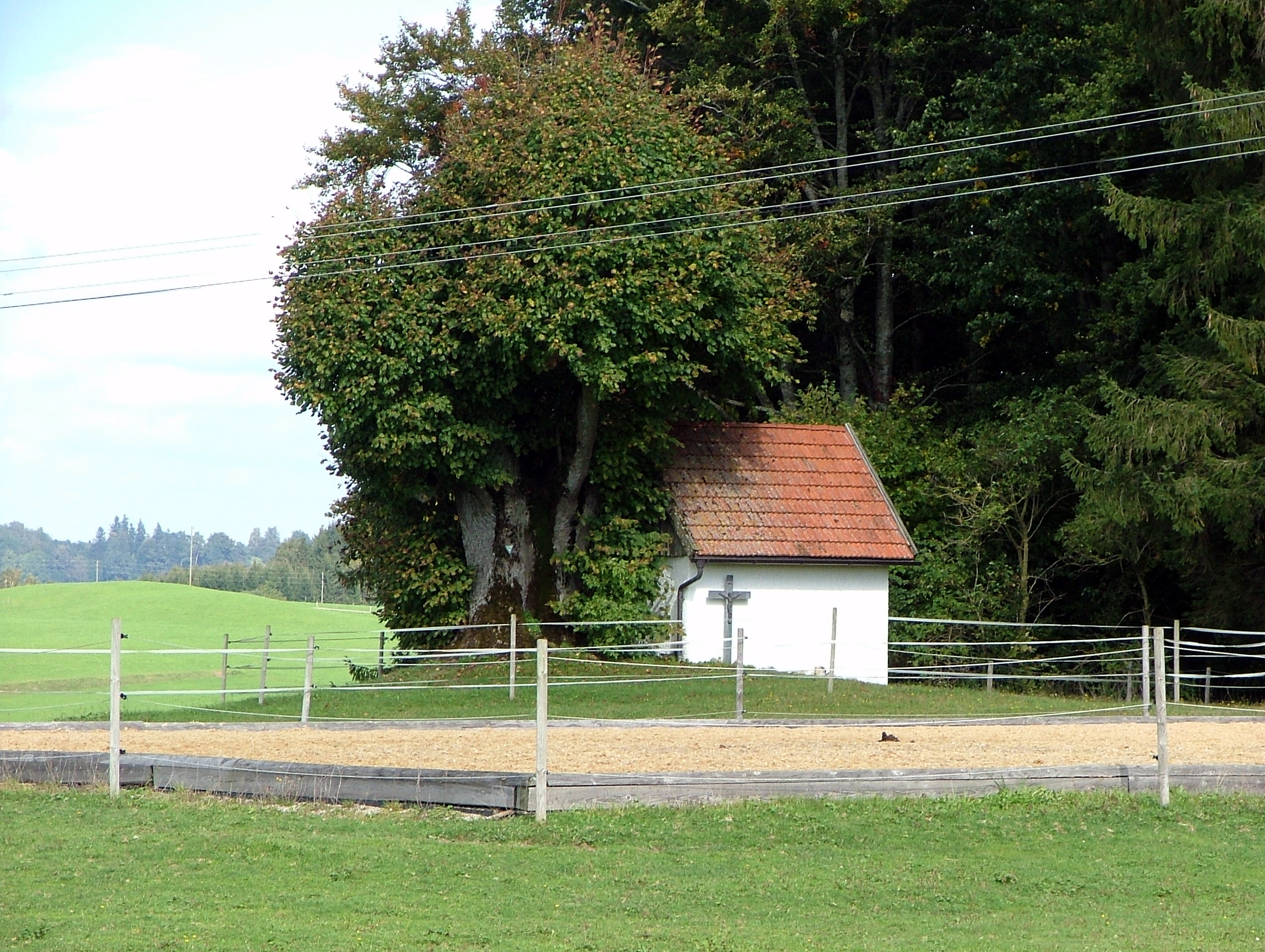
St. Sebastian bei Ösch

Die römisch-katholische Kapelle St. Sebastian befindet sich in Ösch, einem Ortsteil von Altusried im Landkreis Oberallgäu (Bayern). Die im 18. Jahrhundert errichtete Kapelle steht unter Denkmalschutz. Sie besteht aus einem rechteckigen Raum mit modern erneuertem Tonnengewölbe. Das Gewölbe zeigt ein Fresko von 1918 des heiligen Sebastian.
Der Altar wurde in der Zeit um 1770/1780 geschaffen, ebenso die Gemälde und Holzfiguren. Das Altarblatt an der marmorierten Rückwand zeigt die Heilige Familie zwischen C-Voluten. Darüber, in einem kleinen Altarauszug, befindet sich eine gemalte Heilig-Geist-Taube. Auf den seitlichen Holzflügeln unterhalb der Voluten ist der Tod des heiligen Josef sowie die Fußwaschung dargestellt. In einem vergitterten Gehäuse befinden sich ein Kerkerchristus und die Darstellung der Schmerzensmutter. Die Kreuzwegstationen stammen aus dem 18. Jahrhundert. Die bäuerliche Holzfigur des heiligen Sebastian stammt aus dem frühen 16. Jahrhundert.